# Gustaf Norén

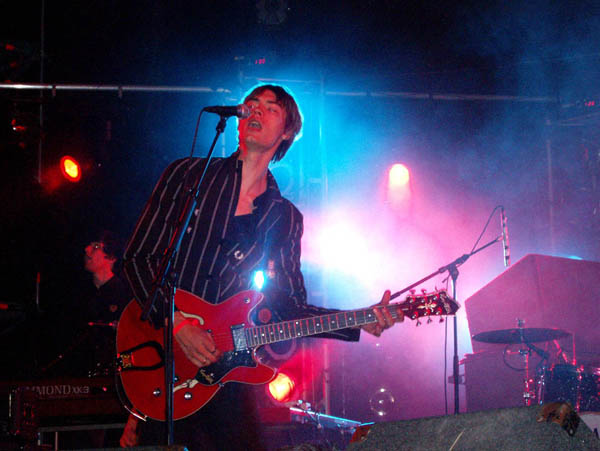
Gustaf Norén

Erik Gustaf David Norén (1 de febrero de 1981) nacido en Borlänge, Suecia, es conocido por haber sido el cantante y guitarrista de la banda sueca Mando Diao hasta 2015. Gustaf tiene dos hermanos, Victor y Carl Norén, que forman parte de otra banda: Sugarplum Fairy.

## Vida y trayectoria profesional
Norén describe su infancia como tranquila y creativa. Su talento musical, así como su afición por el teatro se mostraron muy temprano en la escuela.
Durante sus años de infancia y adolescencia el fútbol jugaba un papel importante. Al igual que otros miembros del Mando Diao era fan de la Brage (Borlänge), el club de fútbol local con raíces en la clase trabajadora. En la escuela, la música rock era el tema más importante después del fútbol. La primera música que escuchó fue la de Bob Marley cuando tenía tan sólo unos meses de edad, luego desde los 5 y hasta 15 años aproximadamente fueron los Beatles su banda de música preferida y unos años más tarde nuevas bandas como Nirvana, Oasis y Blur ampliaron la lista.
En 1996 se conocieron Björn Dixgård y Gustaf Norén. Un poco más tarde Dixgård invitó a Norén unirse a la banda que había fundado junto con Daniel Haglund, que más tarde sería el teclista de la banda.
En 1997, el nombre de la banda fue cambiado a Mando Jao, que no tiene ningún significado en especial, según Dixgård tuvo un sueño en el que un hombre le gritaba esas dos palabras.
En 1999, cambiaron de nuevo el nombre de la banda, esta vez a Mando Diao, con el fin de obtener una mejor pronunciación en inglés. La banda en ese momento estaba conformada por Björn Dixgård, Gustaf Norén, Daniel Haglund y Carl -Johan Fogelklou. En el mismo año Samuel Gier vino como baterista de la banda. Daniel Haglund dejó la banda en 2004 y fue sustituido por Mats Björke.
Sus primeros conciertos tuvieron lugar en pequeños locales en Suecia, pronto seguidos por apariciones en otros países de Europa, los Estados Unidos y Japón. Cada álbum, que fue lanzado, fue un éxito más grande que la anterior. Hoy Mando Diao es una de las bandas suecas más famosas teniendo mayor acogida de público en Alemania.
En 2008, Gustaf Norén y Björn Dixgård se unieron a la red de artistas Calígula; 2012 fue la primera publicación del proyecto musical, el álbum Back To Earth en el mercado.
El mayor de los éxitos en su país natal fueron obtenidos con el álbum Infruset en 2012, álbum compuesto completamente en idioma sueco.
Gustaf Norén y Pernilla Norén, quienes se conocen desde los 15 años de edad, están casados, tienen 3 hijos y viven en la ciudad de Estocolmo.

## Discografía

### Mando Diao
- 2002: Bring ’em In
- 2004: Hurricane Bar
- 2006: Ode to Ochrasy
- 2007: Never Seen the Light of Day
- 2009: Give Me Fire!
- 2012: Infruset
- 2014: Aelita

### Caligola
- 2012 Back To Earth
- 2012 Resurrection